# 氫水
氢水（日语：水素水（すいそすい））是溶解有氢气的水，无味，无刺激性气味，无色。氢气可以溶于水，但氢气在水中的溶解度极低，仅可溶解极少量，因此富氢水基本上具有与水相同的性质。
工业上富氢水用于清洁半导体和液晶 。在农业中，正在对作物生长的影响和食物保存的功效进行研究  。另外，随着生产饮用碱性电解水时会产生的富氢水（已显示出是碱性离子水，而非富氢水具有“改善胃肠道症状”的作用）   。

## 洗涤
用于清洗半导体和液晶 。通过将氢气溶解在超纯水中制成，与使用清洁剂相比，它是一种绿色清洁的解决方案，而且其成本更低且对环境的影响更低 。如果氢气以微气泡的形式存在，则以氢气泡为核心会发生空化，从而增强清洁效果 。富氢水常与超声清洁和含碱清洁结合使用 。与碳酸的水溶液和臭氧水作为类似的清洁用水存在。

## 农业
在高等植物种植中，早在1964年中国就宣布使用氢气（而非富氢水）来加速黑麦的发芽
富氢水已被证明可以促进绿豆的生长，改善缺水条件下的水稻盐分和胁迫耐受性，延迟玫瑰花的开花时间以及延迟猕猴桃的成熟和老化 。已经发现可以调节植物激素蛋白基因的表达进而可能导致对疾病和害虫的抗性增加 。
此外，氢气的抗氧化特性有助于农产品的保鲜 。大阪大学生命与环境科学研究生院的研究人员证实，将蔬菜和水果浸入富氢水中10分钟可抑制氧化和水分流失，并希望将它们与食物物流发挥作用 。

## 脚注
1. 1 2  . 日本工業出版. 2008: 173. ISBN 978-4819020015.
2. 1 2 3 4  Zeng, Jiqing; Ye, Zhouheng; Sun, Xuejun. . Medical Gas Research. 2014, 4 (1): 15  [2021-02-08]. PMC 4177722 . doi:10.1186/2045-9912-4-15. （原始内容存档于2020-11-30）.
3. 1 2  . 日刊工業新聞. 2017-06-14  [2017-06-14]. （原始内容存档于2020-10-22）.
4. ↑  中山昌明. . 日本透析医学会雑誌 (日本透析医学会). 2015-02, 48 (2): 94–98. doi:10.4009/jsdt.48.94.
5. ↑  パナソニックの還元水素水 （页面存档备份，存于）のページでは水素を含むアルカリ性電解水と同一の水だとし、SHARPの電解水素水 （页面存档备份，存于）のページでは、JIS規格上のアルカリ性電解水に相当するとしている。
6. ↑  峠有利子. . 防錆管理. 2009-12, 53 (12): 468–475.
7. ↑  『平成17年度 標準技術集 （页面存档备份，存于）』「2-2-3 機能性洗浄水 2-3-3-3 水素水 （页面存档备份，存于）」